# Баскетбол в Израиле
Баскетбол, наряду с футболом, — один из самых популярных в Израиле видов спорта.

## Структура израильского баскетбола
В Ассоциацию баскетбола Израиля, основанную в «1962 году (до этого израильские баскетбольные турниры проводились совместными усилиями спортобществ Хапоэль» и «Маккаби»), входят 145 лиг. Лучшие баскетболисты-мужчины играют в шести профессиональных лигах (Суперлига (ивр. ליגת העל‎, англ. Super League), Национальная лига (ивр. ליגה לאומית‎), Всеизраильская лигa (ивр. ליגה ארצית‎), первая, вторая и третья лиги), при этом Всеизраильская, первая, вторая и третья лиги разделены на дивизионы. Женский чемпионат Израиля разыгрывается в четырех лигах. В пяти высших лигах мужского чемпионата играла в сезоне 2008-2009 года 191 командa, всего же в Израиле зарегистрированы 1650 мужских, женских и юношеских баскетбольных команд разных уровней.

## История соревнований в Израиле
Бесспорным лидером израильского мужского баскетбола исторически был тель-авивский клуб «Маккаби», до 2007 года только шесть раз уступавший чемпионский титул. Вторая по количеству титулов команда, тель-авивский «Хапоэль», была в первом десятилетии двадцать первого века расформирована по финансовым причинам, но позднее воссоздана и сумела вернуться в высший дивизион чемпионата. На протяжении долгого периода времени постоянную конкуренцию тель-авивскому «Маккаби» составлял иерусалимский «Хапоэль», четырежды выигрывавший за это время Кубок Израиля, а с 2008 по 2018 год чемпионским титулом владели семь разных команд. В женском баскетболе на смену тель-авивским командам пришли клубы из небольших городов Рамле и Рамат ха-Шарон, а затем в лидеры вышел клуб «Маккаби Бнот Ашдод».

### Команды — чемпионы и обладатели Кубка Израиля по баскетболу
| Мужчины   | Мужчины                           | Мужчины                   | Женщины   | Женщины                       | Женщины                       |
| Сезон     | Чемпионат                         | Кубок                     | Сезон     | Чемпионат                     | Кубок                         |
| --------- | --------------------------------- | ------------------------- | --------- | ----------------------------- | ----------------------------- |
| 1953—54   | Маккаби (Тель-Авив)               |                           |           |                               |                               |
| 1954—55   | Маккаби (Тель-Авив)               |                           |           |                               |                               |
| 1955—56   | Не разыгрывался                   | Маккаби (Тель-Авив)       |           |                               |                               |
| 1956—57   | Маккаби (Тель-Авив)               | Не разыгрывался           |           |                               |                               |
| 1957—58   | Маккаби (Тель-Авив)               | Маккаби (Тель-Авив)       | 1957—58   | Маккаби (Тель-Авив)           |                               |
| 1958—59   | Маккаби (Тель-Авив)               | Маккаби (Тель-Авив)       | 1958—59   | Маккаби (Тель-Авив)           | Маккаби (Тель-Авив)           |
| 1959—60   | Хапоэль (Тель-Авив)               | Не разыгрывался           | 1959—60   | Хапоэль (Иерусалим)           | Не разыгрывался               |
| 1960—61   | Хапоэль (Тель-Авив)               | Маккаби (Тель-Авив)       | 1960—61   | Хапоэль (Тель-Авив)           | Хапоэль (Тель-Авив)           |
| 1961—62   | Маккаби (Тель-Авив)               | Хапоэль (Тель-Авив)       | 1961—62   | Хапоэль (Тель-Авив)           | Маккаби (Тель-Авив)           |
| 1962—63   | Маккаби (Тель-Авив)               | Маккаби (Тель-Авив)       | 1962—63   | Хапоэль (Ягур)                | Маккаби (Тель-Авив)           |
| 1963—64   | Маккаби (Тель-Авив)               | Маккаби (Тель-Авив)       | 1963—64   | Маккаби (Тель-Авив)           | Маккаби (Тель-Авив)           |
| 1964—65   | Хапоэль (Тель-Авив)               | Маккаби (Тель-Авив)       | 1964—65   | Маккаби (Тель-Авив)           | Маккаби (Тель-Авив)           |
| 1965—66   | Хапоэль (Тель-Авив)               | Маккаби (Тель-Авив)       | 1965—66   | Маккаби (Тель-Авив)           | Маккаби (Тель-Авив)           |
| 1966—67   | Маккаби (Тель-Авив)               | Не разыгрывался           | 1966—67   | Маккаби (Тель-Авив)           | Не разыгрывался               |
| 1967—68   | Маккаби (Тель-Авив)               | Не разыгрывался           | 1967—68   | Маккаби (Тель-Авив)           | Хапоэль (Мааган-Михаэль)      |
| 1968—69   | Хапоэль (Тель-Авив)               | Хапоэль (Тель-Авив)       | 1968—69   | Хапоэль (Тель-Авив)           | Маккаби (Тель-Авив)           |
| 1969—70   | Маккаби (Тель-Авив)               | Маккаби (Тель-Авив)       | 1969—70   | Хапоэль (Тель-Авив)           | Хапоэль (Тель-Авив)           |
| 1970—71   | Маккаби (Тель-Авив)               | Маккаби (Тель-Авив)       | 1970—71   | Маккаби (Тель-Авив)           | Маккаби (Тель-Авив)           |
| 1971—72   | Маккаби (Тель-Авив)               | Маккаби (Тель-Авив)       | 1971—72   | Маккаби (Тель-Авив)           | Маккаби (Тель-Авив)           |
| 1972—73   | Маккаби (Тель-Авив)               | Маккаби (Тель-Авив)       | 1972—73   | Маккаби (Тель-Авив)           | Хапоэль (Тель-Авив)           |
| 1973—74   | Маккаби (Тель-Авив)               | Не разыгрывался           | 1973—74   | Хапоэль (Тель-Авив)           | Маккаби (Тель-Авив)           |
| 1974—75   | Маккаби (Тель-Авив)               | Маккаби (Тель-Авив)       | 1974—75   | Хапоэль (Тель-Авив)           | Маккаби (Тель-Авив)           |
| 1975—76   | Маккаби (Тель-Авив)               | Хапоэль (Гват—Ягур)       | 1975—76   | Маккаби (Тель-Авив)           | Маккаби (Тель-Авив)           |
| 1976—77   | Маккаби (Тель-Авив)               | Маккаби (Тель-Авив)       | 1976—77   | Элицур (Тель-Авив)            | Элицур (Тель-Авив)            |
| 1977—78   | Маккаби (Тель-Авив)               | Маккаби (Тель-Авив)       | 1977—78   | Элицур (Тель-Авив)            | Элицур (Тель-Авив)            |
| 1978—79   | Маккаби (Тель-Авив)               | Маккаби (Тель-Авив)       | 1978—79   | Элицур (Тель-Авив)            | Элицур (Тель-Авив)            |
| 1979—80   | Маккаби (Тель-Авив)               | Маккаби (Тель-Авив)       | 1979—80   | Элицур (Тель-Авив)            | Хапоэль (Хайфа)               |
| 1980—81   | Маккаби (Тель-Авив)               | Маккаби (Тель-Авив)       | 1980—81   | Элицур (Тель-Авив)            | Маккаби (Юг—Рамат-Хен)        |
| 1981—82   | Маккаби (Тель-Авив)               | Маккаби (Тель-Авив)       | 1981—82   | Элицур (Тель-Авив)            | Элицур (Тель-Авив)            |
| 1982—83   | Маккаби (Тель-Авив)               | Маккаби (Тель-Авив)       | 1982—83   | Элицур (Тель-Авив)            | Маккаби (Юг—Рамат-Хен)        |
| 1983—84   | Маккаби (Тель-Авив)               | Хапоэль (Тель-Авив)       | 1983—84   | Элицур (Тель-Авив)            | Элицур (Тель-Авив)            |
| 1984—85   | Маккаби (Тель-Авив)               | Маккаби (Тель-Авив)       | 1984—85   | Элицур (Тель-Авив)            | Элицур (Тель-Авив)            |
| 1985—86   | Маккаби (Тель-Авив)               | Маккаби (Тель-Авив)       | 1985—86   | Элицур (Тель-Авив—Кирьят-Оно) | Элицур (Тель-Авив—Кирьят-Оно) |
| 1986—87   | Маккаби (Тель-Авив)               | Маккаби (Тель-Авив)       | 1986—87   | Элицур (Тель-Авив)            | Элицур (Тель-Авив)            |
| 1987—88   | Маккаби (Тель-Авив)               | Хапоэль (Верхняя Галилея) | 1987—88   | Элицур (Тель-Авив)            | Элицур (Тель-Авив)            |
| 1988—89   | Маккаби (Тель-Авив)               | Маккаби (Тель-Авив)       | 1988—89   | Элицур (Тель-Авив)            | Элицур (Тель-Авив)            |
| 1989—90   | Маккаби (Тель-Авив)               | Маккаби (Тель-Авив)       | 1989—90   | Элицур (Тель-Авив)            | Бней-Иегуда                   |
| 1990—91   | Маккаби (Тель-Авив)               | Маккаби (Тель-Авив)       | 1990—91   | Элицур (Тель-Авив—Холон)      | Элицур (Холон)                |
| 1991—92   | Маккаби (Тель-Авив)               | Хапоэль (Верхняя Галилея) | 1991—92   | Элицур (Холон)                | Элицур (Холон)                |
| 1992—93   | Хапоэль (Верхняя Галилея)         | Хапоэль (Тель-Авив)       | 1992—93   | Элицур (Холон)                | Элицур (Холон)                |
| 1993—94   | Маккаби (Тель-Авив)               | Маккаби (Тель-Авив)       | 1993—94   | Элицур (Холон)                | Элицур (Холон)                |
| 1994—95   | Маккаби (Тель-Авив)               | Бней-Герцлия              | 1994—95   | Элицур (Холон)                | Элицур (Холон)                |
| 1995—96   | Маккаби (Тель-Авив)               | Хапоэль (Иерусалим)       | 1995—96   | Элицур (Рамле)                | Элицур (Холон)                |
| 1996—97   | Маккаби (Тель-Авив)               | Хапоэль (Иерусалим)       | 1996—97   | Элицур (Холон)                | Элицур (Холон)                |
| 1997—98   | Маккаби (Тель-Авив)               | Маккаби (Тель-Авив)       | 1997—98   | Элицур (Рамле)                | Элицур (Холон)                |
| 1998—99   | Маккаби (Тель-Авив)               | Маккаби (Тель-Авив)       | 1998—99   | АС (Рамат ха-Шарон)           | АС (Рамат ха-Шарон)           |
| 1999—2000 | Маккаби (Тель-Авив)               | Маккаби (Тель-Авив)       | 1999—2000 | Элицур (Рамле)                | Маккаби (Раанана)             |
| 2000—01   | Маккаби (Тель-Авив)               | Маккаби (Тель-Авив)       | 2000—01   | АС (Рамат ха-Шарон)           | Маккаби (Раанана)             |
| 2001—02   | Маккаби (Тель-Авив)               | Маккаби (Тель-Авив)       | 2001—02   | АС (Рамат ха-Шарон)           | АС (Рамат ха-Шарон)           |
| 2002—03   | Маккаби (Тель-Авив)               | Маккаби (Тель-Авив)       | 2002—03   | АС (Рамат ха-Шарон)           | АС (Рамат ха-Шарон)           |
| 2003—04   | Маккаби (Тель-Авив)               | Маккаби (Тель-Авив)       | 2003—04   | Элицур (Рамле)                | Элицур (Рамле)                |
| 2004—05   | Маккаби (Тель-Авив)               | Маккаби (Тель-Авив)       | 2004—05   | Элицур (Рамле)                | Анда (Рамат ха-Шарон)         |
| 2005—06   | Маккаби (Тель-Авив)               | Маккаби (Тель-Авив)       | 2005—06   | Хапоэль (Тель-Авив)           | Анда (Рамат ха-Шарон)         |
| 2006—07   | Маккаби (Тель-Авив)               | Хапоэль (Иерусалим)       | 2006—07   | Элицур (Рамле)                | Элицур (Рамле)                |
| 2007—08   | Хапоэль (Холон)                   | Хапоэль (Иерусалим)       | 2007—08   | Элицур (Рамле)                | Элицур (Рамле)                |
| 2008—09   | Маккаби (Тель-Авив)               | Хапоэль (Холон)           | 2008—09   | Электра (Рамат ха-Шарон)      | Маккаби (Рамат-Хен)           |
| 2009—10   | Хапоэль (Гильбоа-Верхняя Галилея) | Маккаби (Тель-Авив)       | 2009—10   | Электра (Рамат ха-Шарон)      | Электра (Рамат ха-Шарон)      |
| 2010—11   | Маккаби (Тель-Авив)               | Маккаби (Тель-Авив)       | 2010—11   | Элицур (Рамле)                | Элицур (Рамле)                |
| 2011—12   | Маккаби (Тель-Авив)               | Маккаби (Тель-Авив)       | 2011—12   | Маккаби (Ашдод)               | Маккаби (Ашдод)               |
| 2012—13   | Маккаби (Хайфа)                   | Маккаби (Тель-Авив)       | 2012—13   | Элицур (Рамле)                | Маккаби (Ашдод)               |
| 2013—14   | Маккаби (Тель-Авив)               | Маккаби (Тель-Авив)       | 2013—14   | Маккаби (Ашдод)               | Элицур (Рамле)                |
| 2014—15   | Хапоэль (Иерусалим)               | Маккаби (Тель-Авив)       | 2014—15   | Маккаби (Ашдод)               | Бнот-Герцлия                  |
| 2015—16   | Маккаби (Ришон ле-Цион)           | Маккаби (Тель-Авив)       | 2015—16   | Маккаби (Ашдод)               | Маккаби (Ашдод)               |
| 2016—17   | Хапоэль (Иерусалим)               | Маккаби (Тель-Авив)       | 2016—17   | Маккаби (Ашдод)               | Маккаби (Рамат-Ган)           |
| 2017—18   | Маккаби (Тель-Авив)               | Хапоэль (Холон)           | 2017—18   | Маккаби (Ашдод)               | Маккаби (Ашдод)               |
| 2018—19   | Маккаби (Тель-Авив)               | Хапоэль (Иерусалим)       | 2018—19   | Элицур (Рамле)                | Элицур (Рамле)                |
| 2019—20   | Маккаби (Тель-Авив)               | Хапоэль (Иерусалим)       | 2019—20   | Маккаби (Рамат-Ган)           | Не завершён                   |
| 2020—21   | Маккаби (Тель-Авив)               | Маккаби (Тель-Авив)       | 2020—21   | Маккаби (Рамат-Ган)           | Маккаби (Рамат-Ган)           |

## Израильский баскетбол на международной арене

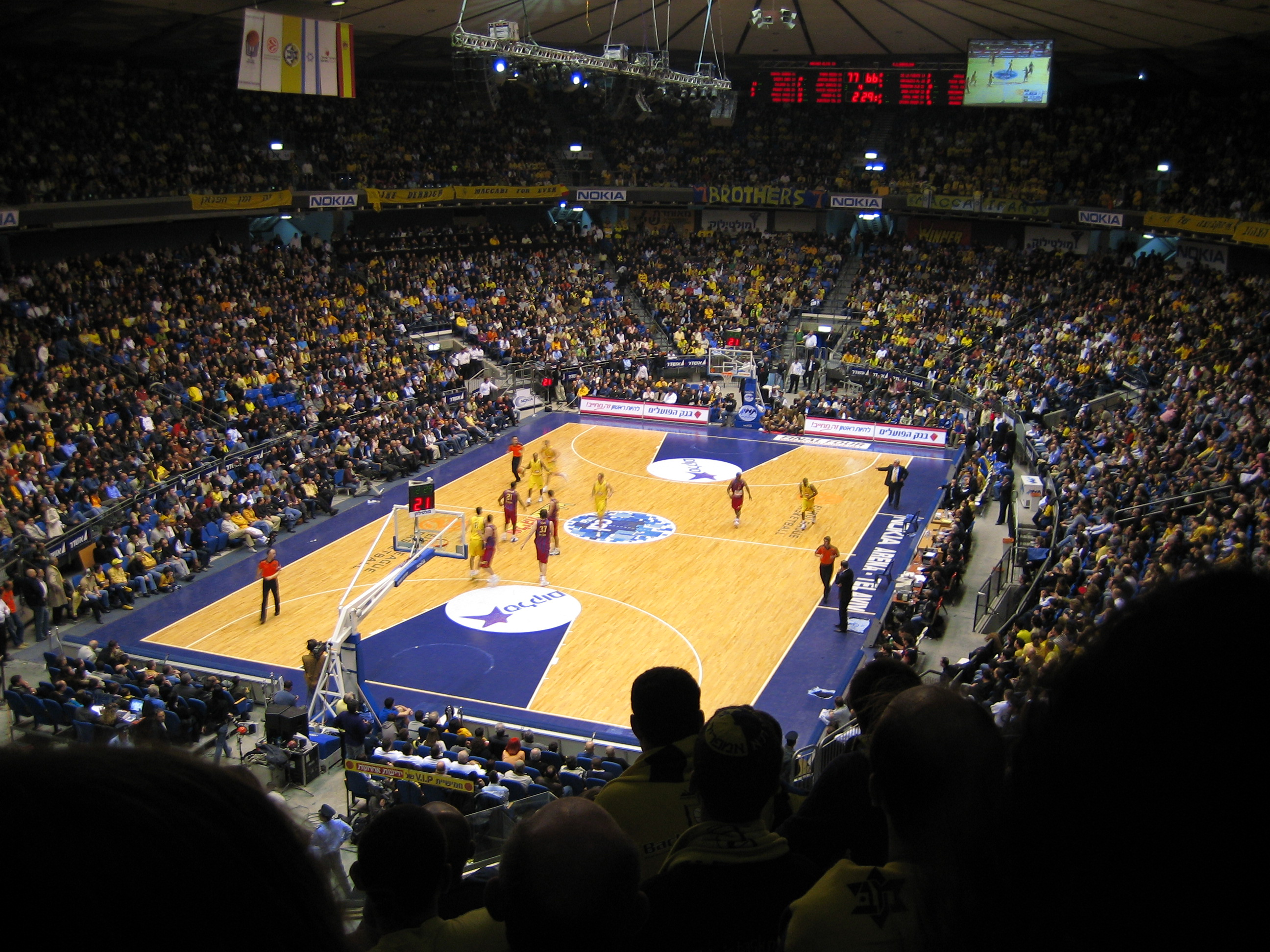
Матч «Маккаби» (Тель-Авив) — «Барселона» в зале спортивного комплекса «Нокия» (Тель-Авив)

На международной арене израильский баскетбол добился заметных успехов. Первым международным опытом стало выступление женской сборной Израиля в чемпионате Европы 1950 года. Наивысшим достижением израильских сборных является второе место на мужском чемпионате Европы 1979 года. В последние годы мужская сборная Израиля — постоянный участник европейских первенств, на которых обычно занимает места в середине таблицы. Женская сборная таких успехов добивается реже. В 1966 и 1974 годах мужская баскетбольная сборная Израиля дважды становилась победительницей Азиатских игр (в 1970 году были завоёваны серебряные медали). На чемпионат мира израильские команды не попадают с 1986 года (лучший результат — седьмое место), а на Олимпийские игры с 1952 года (в своё единственное появление на Олимпиадах сборная Израиля провела две игры и уступила филиппинцам и грекам). Юношеская сборная Израиля (до 20 лет) трижды (в 2000, 2004 и 2017 годах) становилась серебряным призёром европейских первенств, а в 2018 и 2019 годах дважды подряд завоевала чемпионское звание.
Израильские клубные команды также играют заметную роль в европейском баскетболе. Лучшим достижением израильских женских команд является победа «Элицура» (Рамле) в Кубке Европы ФИБА 2011 года. Другой женский баскетбольный клуб из Израиля, «Электра» (Рамат ха-Шарон), играл в финале Кубка Ронкетти 1999 года и полуфиналe Кубка Европы в 2005 году. Успехи мужского израильского клубного баскетбола намного значительней. Тель-авивский «Маккаби» шесть раз выигрывал самый престижный европейский клубный трофей — Кубок Eвропейских Чемпионов по баскетболу (1977, 1981), Супролигу ФИБА (2001) и Евролигу (2004, 2005, 2014); только ЦСКА и мадридский «Реал» выигрывали этот трофей чаще. «Маккаби» (Тель-Авив) также играл в финале баскетбольного Кубка обладателей кубков (1967) и восемь раз в финале Кубка Чемпионов и Евролиги. Еще один израильский клуб, «Хапоэль» из Иерусалима, завоевал Кубок УЛЕБ 2003—2004 года, победив в финале мадридский «Реал». В сезоне 2020/2021 обладателем Кубка Европы ФИБА после победы над польской «Сталью» стала команда «Ирони Нес-Циона», а в сезоне 2024/25 клуб «Хапоэль» (Тель-Авив) в финале Кубка Европы в двух матчах победил испанскую команду «Гран-Канария».
Тель-Авив трижды принимал у себя финальные игры Кубка чемпионов и Евролиги УЛЕБ: в 1972, 1994 и 2004 годах; игры проходили в одном из лучших баскетбольных комплексов Европы — зале «Яд Элиягу» (ныне «Нокия»). Tам же в 1997 году прошел матч «всех европейских звёзд» ФИБА. В 1991 году в Израиле также прошел женский чемпионат Европы, а в 1994 году — чемпионат Европы среди юношей (до 18 лет).

### Израильские баскетболисты за границей
В драфте НБА 2009 года израильский баскетболист впервые был выбран в первом круге: им стал форвард Омри Каспи, который заинтересовал команду «Сакраменто Кингз». До этого ни один израильский игрок не был выбран в первом круге драфтa НБА и не выступал за команду лучшей баскетбольной лиги мира, хотя ряд игроков успешно выступали в соревнованиях колледжей, а трое были выбраны во втором круге драфта. Следующий израильтянин, Галь Мекель, присоединился к команде НБА в 2013 году. В Европе израильские баскетболисты выступают либо во второстепенных лигах (бельгийской, кипрской, словенской, французской), либо в командах, не претендующих на самые высокие места в чемпионатах ведущих баскетбольных держав. Исключение составляют Одед Каташ, выигравший Евролигу в составе «Панатинаикосa» в 2000 году; Лиор Элияху, чемпион Испании 2010 года в составе «Каха Лаборал» (Витория); и Йотам Гальперин, финалист Евролиги 2010 года и двукратный серебряный призёр чемпионата Греции в составе «Олимпиакоса».
Израильские тренеры пользуются большим авторитетом в Европе. Первым на работу за границей ещё в 1983 году был приглашён Ральф Клайн, участвовавший сборную ФРГ в олимпийском турнире в Лос-Анджелесе и признанный в ФРГ «тренером года». Наибольших успехов вне Израиля добивались Дэвид Блатт, выигравший с «Динамо» (Санкт-Петербург) Евролигу ФИБА в 2005 году, с турецкой «Дарюшшафакой» Кубок Европы в 2018 году и чемпионат Европы 2007 года со сборной России (он также привёл российскую сборную к бронзовым медалям Олимпийских игр 2012 года), а в 2015 году доведший клуб «Кливленд Кавальерс» до финала чемпионата НБА; Цвика Шерф, завоевавший с греческим «Арисом» Европейский Кубок 1993 года; и Шарон Друкер, выигравший с командой «Урал-Грейт» Кубок Вызова ФИБА в 2006 году. Израильские тренеры также возглавляли сборные баскетбольные сборные Болгарии, Нидерландов и Польши и «Олимпиакос», один из двух суперклубов Греции.